# SMSS J031300.36-670839.3
SMSS J031300.36-670839.3 — звезда в созвездии Южной Гидры. Находится на расстоянии около 6000 световых лет от Солнца.
Её возраст оценивается в 13,7 миллиарда лет. На данный момент это самая старая известная звезда во Вселенной. Звезда была открыта астрономами Австралийского национального университета с помощью телескопа SkyMapper. Звезда лежит в пределах Млечного Пути. Возраст звезды был установлен по анализу её спектра. Уровень железа в составе звезды настолько мал, что это предполагает, что она возникла из газового облака, созданного одними из первых звёзд во Вселенной. Таким образом, звезда относится ко второму поколению звёзд во Вселенной. Сделаны выводы, что первые звезды Вселенной были не так мощны, как думали раньше.
Открытие звезды описано в журнале Nature 9 февраля 2014 года.